# Joanna Dedemaecker

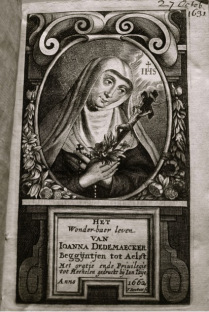
Titelblad van het boek over Joanna Dedemaecker uit 1662.

Joanna Dedemaecker (Edingen, februari 1600 - Aalst, 27 oktober 1631) was een mystieke begijn die woonde in het begijnhof van Aalst.

## Jeugd
De exacte geboortedatum van Joanna Dedemaecker is niet bekend. Ze werd op 22 februari 1600 gedoopt en dat gebeurde toen hoogstens enkele dagen na de geboorte. Haar ouders, Henri Dedemaecker en Catharina De Bundel, waren rijke burgers van Aalst. Door onrusten met de geuzen waren ze verhuisd naar Edingen en waren ze de meeste van hun bezittingen kwijtgeraakt. Haar vader overleed toen Joanna nog een kind was. Haar moeder hertrouwde en verhuisde daarna naar Herdersem. Joanna Dedemaecker volgde geen onderwijs, maar moest er werken als koewachter. Ze moest ook regelmatig te voet naar de markt van Brussel om daar een kalf te verkopen. Haar stiefvader was blijkbaar te arm om een hondenkar aan te schaffen. Tijdens het koewachten werd ze op een keer slachtoffer van een poging tot aanranding. Een man wilde haar aanranden, maar ze verzetten zich heftig en krabde de man zwaar in het aangezicht. Deze werd razend en sprong op haar schouders. Joanna Dedemaecker hield er een blijvend letsel aan over: de ene schouder bleef een stuk hoger staan dan de andere. Qua uiterlijk werd ze omschreven als "mismaakt en plomp", maar verder als een minnelijk, liefelijk kind.
Een oudere zus was reeds begijn te Aalst en op haar 17 jaar ging Joanna inwonen bij haar zus op het begijnhof.

## Begijn
Enkele maanden nadat ze in het begijnhof was komen wonen, vroeg Joanna Dedemaecker aan de hofmeesteres Beatrice Koninckx de toestemming om ook begijn te worden. Hiervoor moest ze eerst een proefjaar doorlopen. Na haar proefjaar werd ze in november 1617 op 17-jarige leeftijd geprofest als begijn. Haar zus was intussen uit het begijnhof vertrokken en gehuwd. Bij de aanmelding van Joanna Dedemaecker in het begijnhof had de grootmeesteres veel twijfel: ze zag haar als te dom.
Pas na haar intrede in het begijnhof leerde Joanna Dedemaecker lezen. Schrijven kon ze slechts enkele weken voor haar dood. Ze wilde dan vooral een boek lezen over het leven van Jezus, maar omdat ze dat niet vond, verdiepte ze zich in enkele andere werken, waaronder "Den bergh van myrrhe". Vol overgave legde ze zich toe op wat voorgeschreven stond in de boeken. In haar vrije tijd en 's nachts las ze intensief in de haar beschikbare werken. Ze luisterde ook regelmatig naar sermoenen, waarbij ze haar enthousiasme als een kind niet kon verbergen. Als ze over een heilige iets hoorde dat ze kon navolgen, deed ze dat meteen. Haar medebegijntjes spraken over haar dan ook als een "simme" ("simpele, dwaze" in het plaatselijk dialect). Als ze een keer ziek was, spraken priesters haar ook aan als een klein kind: "Jenneken, ..."
Haar devotie ging erg ver. Haar bedstee plakte ze vol afbeeldingen van heiligen en op feestdagen versierde ze deze met bloemen. Aanhoudend deed ze verstervingen en boetedoeningen. Vaak vastte ze op water en brood. Als ze grote honger had, nam ze soms soep, gekookt van water, zout en brood, aangevuld met veel slechte, bittere kruiden. Ze droeg lang ruwharige kledij en soms een haren strop om de hals als teken dat ze slechts als een dief de galg verdiende. Eveneens droeg ze lange tijd ijzeren kettinkjes op het lichaam, tot bloedens toe. Met ruwe koorden schuurde ze haar vel in stukken, zich vereenzelvigend met de passie van Christus. Tegelijk was ze erg gehoorzaam. Haar biechtvaders verboden haar soms de te zware boetedoening en daar hield ze dan rekening mee. Haar gebedsleven begon met Onzevaders en Weesgegroeten. In een preek hoorde ze dat Jezus op zijn lijdensweg vijfmaal gevallen was. Dit volgde ze na door zich meermaals per dag voor het gebed vijfmaal te laten vallen en daarbij vijf Onzevaders of Weesgegroeten te bidden. Dit vallen zoals Christus was een gebruik dat reeds in de 14e eeuw gekend was en paste in het ook uitwendig nabootsen van het lijden van Christus. Steeds meer legde ze zich toe op meditatie, waarbij ze de mysteriën van het leven van Christus overwoog. Ze had ook een grote bewondering voor Franciscus van Assisi, die ze dikwijls aanriep. Later scheen ze te leven in voortdurende godsschouwing. Haar leven was naïef en radicaal en volledig op God gericht. Deze ijver lokte negatieve reacties uit in het begijnhof.
Ze had eveneens een zeer grote devotie voor het tabernakel met het Heilig Sacrament. In februari 1628 kon ze twee weken niets anders eten dan de hostie. Als men haar iets anders gaf, reageerde ze daar zo slecht op dat ze leek te zullen sterven. Er werd een arts bijgeroepen en die vond geen teken van ziekte. Toch gaf hij haar een pilletje, maar daarvan viel ze buiten bewustzijn gedurende 24 uur. De hofmeesteres Catharina vanden Steen wist geen raad meer en ging naar Jacobus Boonen, aartsbisschop van Mechelen.
Haar eenvoud of naïviteit was haar meest opvallende eigenschap. Zo ging ze een keer biechten buiten het begijnhof. Ze biechtte daarbij kleinigheden die ze als grote zonden beschouwde. De biechtvader zei haar dat ze zich daarmee niet moest kwellen, want ze was "de Bruid Christi". Hiermee was ze zo blij dat ze dit kinderlijk vertelde op het begijnhof. Spottend werd ze daarna lange tijd "de Bruid Christi" genoemd.
Alles wat ze tegenkwam, zag ze als symbolen van het leven en lijden van Christus. Het begon al 's morgens bij het zich aankleden: de spelden die ze droeg stonden voor de doornen van de doornenkroon, haar hoofddoek voor de doek van Veronica, enzovoort. Ook het eten en eetgerei kregen symbolische betekenissen, net zoals tal van andere alledaagse zaken en handelingen. Soms ging ze hier erg ver in. Zo zag ze de regen als de dauw van de  Heilige Geest of als het bloed van de gekruisigde Jezus dat naar beneden druppelde. Dat maakte de regen voor haar zo aantrekkelijk dat ze er graag in ging staan om van kop tot teen nat te worden. Dit voortdurend op Christus gericht zijn, was enerzijds een manier om tot vereniging met hem te komen, maar anderzijds ook een manier om zware bekoringen te bestrijden. Mogelijk leed ze onder zware obsessies.
Ze bleef in armoede leven. Ze maakte handwerk en verkocht dat, maar het geld gaf ze aan de armen of ze besteedde het aan versiering voor de altaren. Joanna Dedemaecker had geen eigen woning of cel, maar sliep samen met een medezuster in de keuken van de infirmerie.
Na zekere tijd begon haar omgeving positiever te kijken naar haar. Dat vond ze moeilijk, waarop ze wilde vertrekken uit het begijnhof. De hofmeesteres kon haar echter tegenhouden. Begijnen die in moeilijkheden waren, kwamen steeds meer tot haar om raad. Ze ging ook zieken helpen in de stad. Regelmatig bleef ze in extase geraken, waarna ze niet meer wist wat ze gedaan had.

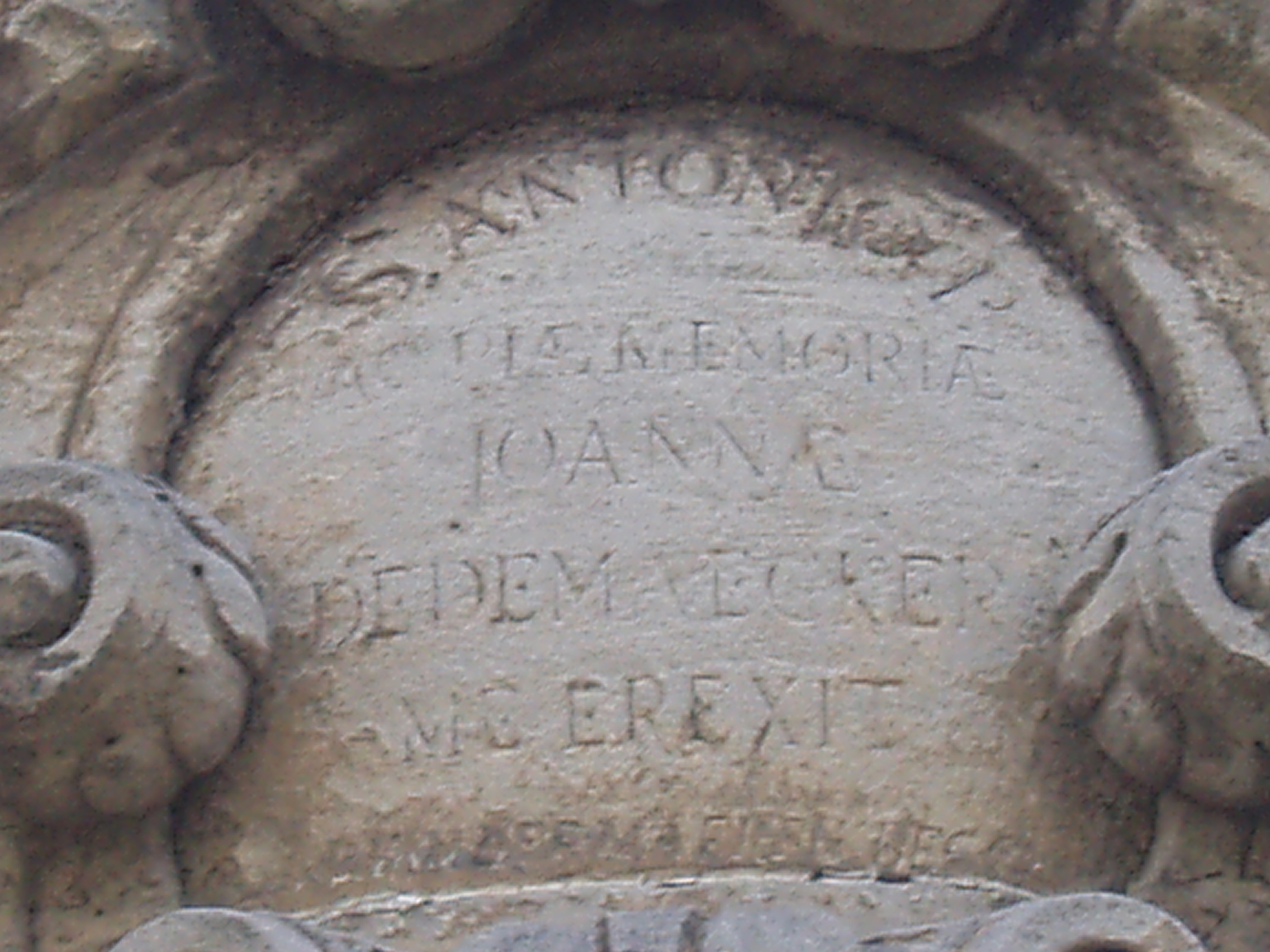
Opschrift aan de Kapel Sint-Antonius van Padua op het begijnhof van Aalst ter herdenking van Joanna Dedemaecker.

In mei of juni 1631 werd ze aangesteld als novicemeesteres in het begijnhof, ter vervanging van Catharina vanden Steen, die ook hofmeesteres was. Deze laatste had de pokken gekregen en overleed er enige tijd later aan. Dedemaecker ging dan bij in het convent van Sint-Jozef wonen.
Dan sloeg de pest toe in het begijnhof: op 29 september 1631 stierf een jong begijntje eraan, Catharina Verleysen. Joanna Dedemaecker moest met de novicen het convent verlaten om besmetting te voorkomen. Zelf ging ze bij een medebegijn inwonen, doch deze kreeg eveneens de pest. De medebegijn moest in het convent gaan wonen, waar de pestlijders geconcentreerd werden. Joanna Dedemaecker wilde haar medezuster niet alleen laten en verhuisde mee terug naar het convent. De medebegijn genas, maar Joanna werd op haar beurt besmet. Ze overleed aan de pest op 27 oktober 1631 op de leeftijd van 31 jaar.

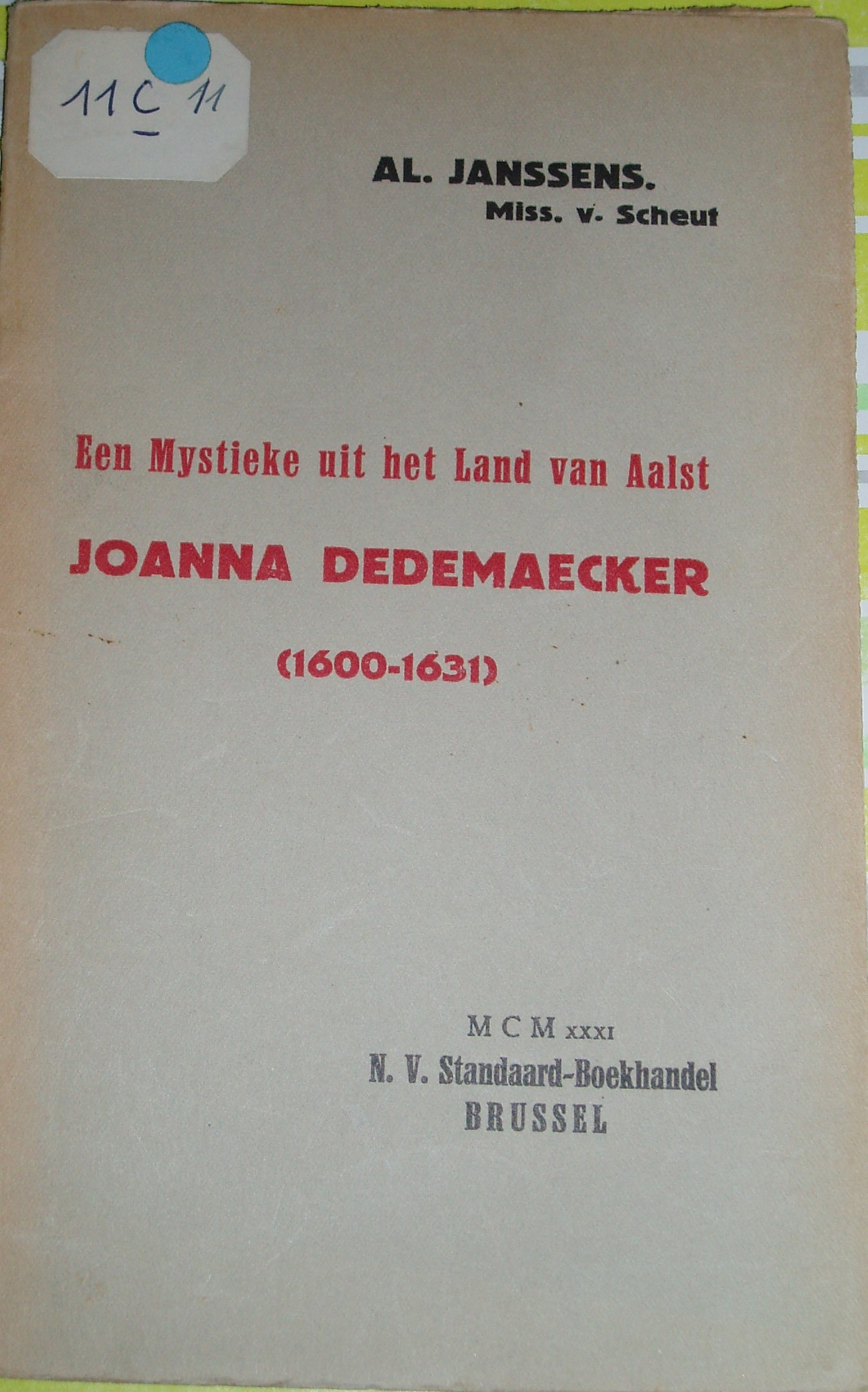
De levensbeschrijving van 1931.

## Graf en herdenking
Joanna Dedemaecker werd begraven op het voormalige kerkhof van het begijnhof van Aalst. Dit kerkhof is intussen verdwenen, maar op de plaats waar haar graf zich bevond, werd in 1872 de Kapel Sint-Antonius van Padua opgericht. Boven de deur van de kapel staat een opschrift ter herdenking van Joanna Dedemaecker: "Ac piae memoriae Joannae Dedemaecker. Me ecxit V. Vandermaeren, Begg. 1631 - 1872".

## Levensbeschrijvingen
De oorspronkelijke levensbeschrijving werd geschreven door Franciscus van Schonenberg, kanunnik en deken aan de Sint-Martinuskerk te Aalst, en in 1662 uitgegeven: "Het Seltsaem ende wonderbaer leven van Joanna Dedemaecker Eertyts Beggyntjen in’t beggyn-hof van Aelst. Dienende in desen tyt als eene perfecte modelle voor alle beggyntiens ende Godt-minnende Sielen". Het boek werd geschreven in opdracht van de Mechelse aartsbisschop Jacobus Boonen (reeds overleden op het moment dat het boek verscheen) om het vuur over te brengen bij de andere begijnen in zijn bisdom. Joanna wordt beschreven als hebbende de geest van een kind. Door haar medebegijnen werd ze gezien als een groot, vroom kind. Deken Schonenberg zag in haar echter het voorbeeld van de hoogste volmaaktheid.
Steeds teruggaand op de oorspronkelijke biografie, verschenen later meerdere levensbeschrijvingen van Joanna Dedemaecker: in 1712, 1875 en 1931.